# عبدل أباد (غلزار بردسير)
عبدل أباد (بالفارسية: عبدل‌آباد) هي قرية تقع في إيران في البلدة المركزية. يقدر عدد سكانها بـ 28 نسمة .